# Flickorna i Avignon
Flickorna i Avignon (franska: Les Demoiselles d'Avignon) är en målning av Pablo Picasso från 1907 och anses ha inlett kubismens epok. Titelns "Avignon" anspelar på ett bordelldistrikt i Picassos hemstad Barcelona, vid gatan Carrer d'Avinyó.
I Picassos ateljé trängdes talrika afrikanska masker med oceaniska skulpturer. Picasso var inte den förste konstnären i Paris som fick upp ögonen för afrikansk skulptur, men som han senare medgav var den för honom en meningsfylld uppenbarelse och en källa till befriande kraft. Den drev honom in på spår vars omedelbara effekt kan skönjas i Les Demoiselles d'Avignon. De båda gestalterna till höger ommålades sedan han hade upplevt den afrikanska skulpturens kraft. Denna Picassos komposition anses markera en avgörande vändpunkt då den innebar en brytning med den traditionella västerländska illusionistiska konsten. I stället för att behandla bilden som ett fönster, vilket öppnar sig mot den synliga världen bortom det, utformade han helt enkelt verket som en målning, som ett komplex av uppdiktade, plana eller nästan plana former.
Då Picasso målade Les Demoiselles d'Avignon var han fast besluten att åstadkomma ett betydande verk – han lät specialfodra den väldiga duken – sannolikt som ett svar på två utmaningar. Det var dels Matisses La joie de vivre, som hade väckt uppseende på 1906 års Salong, dels Cézannes sena, monumentala figurkompositioner. De sistnämnda hade just vid denna tid började bli kända och tycktes utgöra ett försök att återskapa den klassiska traditionen.
Les Demoiselles påbörjades som en bordellscen med allegoriska övertoner, vilka antyddes av en sjöman, som satt bland de nakna kvinnorna, och en student, som höll i ett kranium. Picasso slopade på ett tidigt stadium dessa gestalter och med dem varje symbolisk, ikonografisk eller anekdotisk innebörd, som han kanske ursprungligen avsåg att målningen skulle ha. Dess erotiska inslag blev emellertid alltmer aggressivt och hänsynslöst ju mera han införlivade primitiva bilder och former med den - en rovlysten erotik, som vad sensualiteten beträffar stod i diametral motsats till den hos salongsmålarna eller den hos Ingres, vars Turkiskt bad (1863) mycket väl kan ha varit en av de ursprungliga källorna till en eller flera av flickorna.
Picasso hade vänt sig till flera olika källor för att söka inspiration, i synnerhet till Cézanne och till iberisk (förromersk spansk) skulptur, innan afrikansk konst öppnade hans ögon för nya sätt att betrakta den synliga världen. Han förklarade att den afrikanska konsten föreföll honom vara plus raisonnable, det vill säga mera begreppsmässigt strukturerad än den västerländska konsten, mera beroende av "vetande" än av "seende". I det att han övergav den enstaka blickpunkten och normala proportioner samt till stor del förvandlade anatomin till romber och trianglar omorganiserade han således helt den mänskliga bilden. 
Det är detta fullständiga avsteg från sedan länge vedertagna västerländska bildkonventioner som vissa anser gör Les Demoiselles till ett så revolutionerande konstverk. Dess tillkomst medförde ett betydande intellektuellt "genombrott", då den uppenbarade nya sätt att närma sig inte bara behandlingen av rum och form, utan även frammanandet av tidigare outtalade känslor och sinnesstämningar och förkastandet av alla den föreställande konstens bekväma, utstuderade sammanhang. Picasso kan till och med ha gått så långt att han förkastade stilistisk enhet.